# アカデミア・アーザ水道橋
アカデミア・アーザ水道橋（アカデミア・アーザすいどうばし）は、東京都千代田区にある総合格闘技・キックボクシングジム。

## プロ選手

### キックボクシング
- リョウ・ペガサス
- 山元幸也